# بنی‌هاشم
بنی‌هاشم (به عربی: بنو هاشم) خاندانی از قبیله قریش است که به نام هاشم بن عبدمناف نامگذاری شده‌است. محمد پیامبر اسلام از این خاندان است.

## تاریخ
به طور سنتی، این قبیله به نام هاشم بن عبدمناف نامگذاری شده است. او با سلمه بنت عمرو از بنی‌نجار از قبیله خزرج ازدواج کرد.
در میان اعراب قبل از اسلام، مردم خود را بر اساس قبیله، و سپس خانواده طبقه‌بندی می‌کردند. دو نوع قبیله اصلی وجود داشت: عدنانی‌ها (برخاسته از عدنان، جد سنتی عرب‌های شمال، مرکز و غرب عربستان) و قحطانی‌ها (منشأ قحطان، جد سنتی اعراب جنوب و جنوب شرقی عربستان). بنی‌هاشم یکی از طوایف قبیله قریشو از طایفه‌ی عدنانی‌ها است. نام خود را از هاشم بن عبد‌مناف، پدربزرگ محمد گرفته است و همراه با طایفه های بنی‌عبدشمس، بنی‌مطلب و بنی‌نوفل، طایفه‌ بنی‌عبد‌مناف از قریش را تشکیل می دهند.
خاندان عبدالمطلب بن هاشم، اشراف مکه قبل از اسلام را تشکیل می‌دادند. این بر اساس وظیفه موروثی آنها بود که به عنوان مباشر و مراقب زائرانی بود که برای عبادت در کعبه به مکه می‌آمدند، زیارتگاه مقدسی که در سنت اسلامی توسط ابراهیم و فرزند اول و وارثش اسماعیل (اسماعیل) ساخته شد محل عبادت توحید بود. افراد این خاندان غالباً ریاست مکه و ریاست دارالندوه که مجلس قریش بود را بر عهده داشتند. هم چون این، آب‌رسانی، رفادت و پرده داری خانه کعبه، که مورد احترام همگان بود، برعهده داشتند.
با گذشت زمان، کعبه توسط صدها بت اشغال شد. بازدید قبایل مختلف از این بت‌ها باعث رفت و آمد شد که بر ثروت بازرگانان مکه افزود که از موقعیت خود در مسیرهای کاروانی از یمن تا بازارهای مدیترانه نیز بهره می‌بردند.
محمد در خانه عبدالمطلب بن هاشم، در قبیله قریش به دنیا آمد. در سن ۴۰ سالگی، استقرار اسلام او را در تضاد با قدرت های مستقر در مکه قرار داد. عضویت او در «مجلس عالی، از طایفه برتر» (از نظر اعتبار و قدرت) عاملی بود (طبق سنت اسلامی) که به واسطه آن خداوند او را در سالهای اولیه مأموریتش از ترور مصون نگه داشت. عموهای او چنین توهینی را به اصطلاح ناموس قبیله خود نمی پذیرند. پس از ۱۳ سال، جامعه مسلمانان مکه به شهر یثرب (که متعاقباً به مدینه النبی شهرت یافت) مهاجرت کردند تا از آزار و اذیت اغلب قتل‌آمیز خود توسط غیر مؤمنان مکه اجتناب کنند. با فتح مکه، این شهر به تصرف ارتش اسلام درآمد. کعبه از بتها پاک شد و مرکز زیارت مسلمانان شد و بار دیگر مرکز توحید ابراهیمی شد. (ورود غیرمسلمانان به منطقه ای که در اطراف شهر مکه تعیین شده است غیرقانونی است).
اصل و نسب اصلی محمد، دو نوه او، حسن و حسین است که از پیوند دخترش فاطمه و پسر عمو و دامادش علی به دنیا آمدند. محمد از نوادگانش محبت مسلمانان را طلب کرد و بدین ترتیب فرزندان آنها در میان مسلمانان اشراف معنوی پیدا کردند. اولاد بنی‌هاشم با لقب سید شناخته می‌شوند.

## تبارشناسی
نسبت آن‌ها به هاشم بن عبدمناف بن قصی بن کلاب بن مره بن کعب بن لوی بن غالب بن فهر بن مالک بن نضر بن کنانه بن خزیمه بن مدرکه بن الیاس بن مضر بن نزار بن معد بن عدنان می‌رسد و عدنان از نسل اسماعیل بن ابراهیم بود. ابراهیم از مردم میان رودان بود. اجداد قوم قریش مربوط به تمدن کهن بابل بودند که آکدی و سامی بودند و اصالت آن‌ها به سام بن نوح می‌رسد.

## نامداران
- محمد بن عبدالله
- عبدالمطلب
- ابیطالب
- ابولهب
- عبدالله بن عبدالمطلب
- حمزه بن عبدالمطلب
- عباس بن عبدالمطلب
- صفیه بنت عبدالمطلب
- علی بن ابیطالب
- جعفر بن ابی‌طالب
- فاطمه بنت محمد
- زینب بنت محمد
- حسن بن علی
- حسین بن علی
- محمد بن علی
- زینب بنت علی
- ام کلثوم بنت علی
- عبدالله بن جعفر
- عباس بن علی
- بنی عباس